# 堪培拉
坎培拉（英語：Canberra，i/ˈkænbərə/），或譯坎培拉，是澳洲首都，同时也是首都领地的首府。堪培拉是澳洲最大的內陸城市，人口46.6萬人（截至2023年6月），在澳洲所有城市裡排名第八。座落於澳大利亚首都领地北端，距離澳洲東岸兩大都會城市悉尼和墨爾本分別為280公里和660公里。
澳大利亞聯邦1908年決定在雪梨和墨爾本兩大城市之間的折中地理位置定都，即今天的坎培拉。它是澳洲少數全城規劃興建的規劃城市，1913年動工，總體規劃由美國芝加哥建築師沃尔特·伯利·格里芬和瑪麗恩·馬奧尼·格里芬夫婦設計。格里芬夫婦的設計在當時的全球設計競賽中脫穎而出，結合圓形、六邊形、三角形等幾何圖案，並以以首都領地的地形特色為主軸打造而成。城市的設計受到花園城市運動影響，拋掉以公園作為點綴的舊有觀念，將許多重要區域直接融入天然植被，因而享有「天然首都」美譽。然而，坎培拉的發展之初便面臨到第一次世界大戰和經濟大恐慌，計畫歧見劇增、都市發展速度大幅下滑。二次大戰結束後，在總理羅伯特·孟席斯倡議下，國家首都發展委員會成立，統籌坎培拉的發展，坎培拉開始以新興首都之姿蓬勃發展。澳大利亞首都領地現屬自治領地，同時兼負州級政府和堪培拉地方政府的職責，但部分權力仍由聯邦政府的國家首都局掌控。

## 中文譯名
Canberra的傳統中文譯名是“坎培拉”，目前在臺灣、香港、新馬等地通用，而中國大陸通用的譯名是“堪培拉”。中華人民共和國駐澳機構使用的是“堪培拉”，而中華民國台灣政府駐澳機構則使用“坎培拉”。澳大利亞當地傳統使用的譯名也是“坎培拉”，但近年來隨著中國大陸背景的機構及移民的增長，“堪培拉”的使用日漸增多。澳大利亞政府使用的正體中文官方譯名是“坎培拉”，簡體中文官方譯名是“堪培拉”。澳洲當地華人習慣簡稱為“坎京”。

## 历史

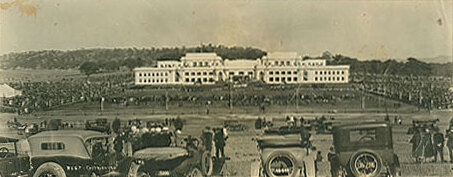
1927年的旧国会大厦

在歐洲人殖民之前，住在坎培拉土地的是當地的原住民。 “坎培拉”名字的來源也是當地原住民語言，原意為“相聚的地方”。這與將來作為國都、使四方代表相聚之意相合。
歐洲人開始於1820年殖民當地。 1824年初建居民點，稱坎伯里。 1899年成立聯邦後劃歸為首都直轄區，1908年坎培拉被選為首都，1913年3月12日正式命名為“坎培拉”並開始興建，1927年取代墨爾本成為首都，聯邦議會也正式遷至此地。美國建築師沃尔特·伯利·格里芬把城市設計成特有的環圈形由市中心向四周放射，他設計的人工湖也以他的名字為名，即伯利·格里芬湖 。

### 规划设计

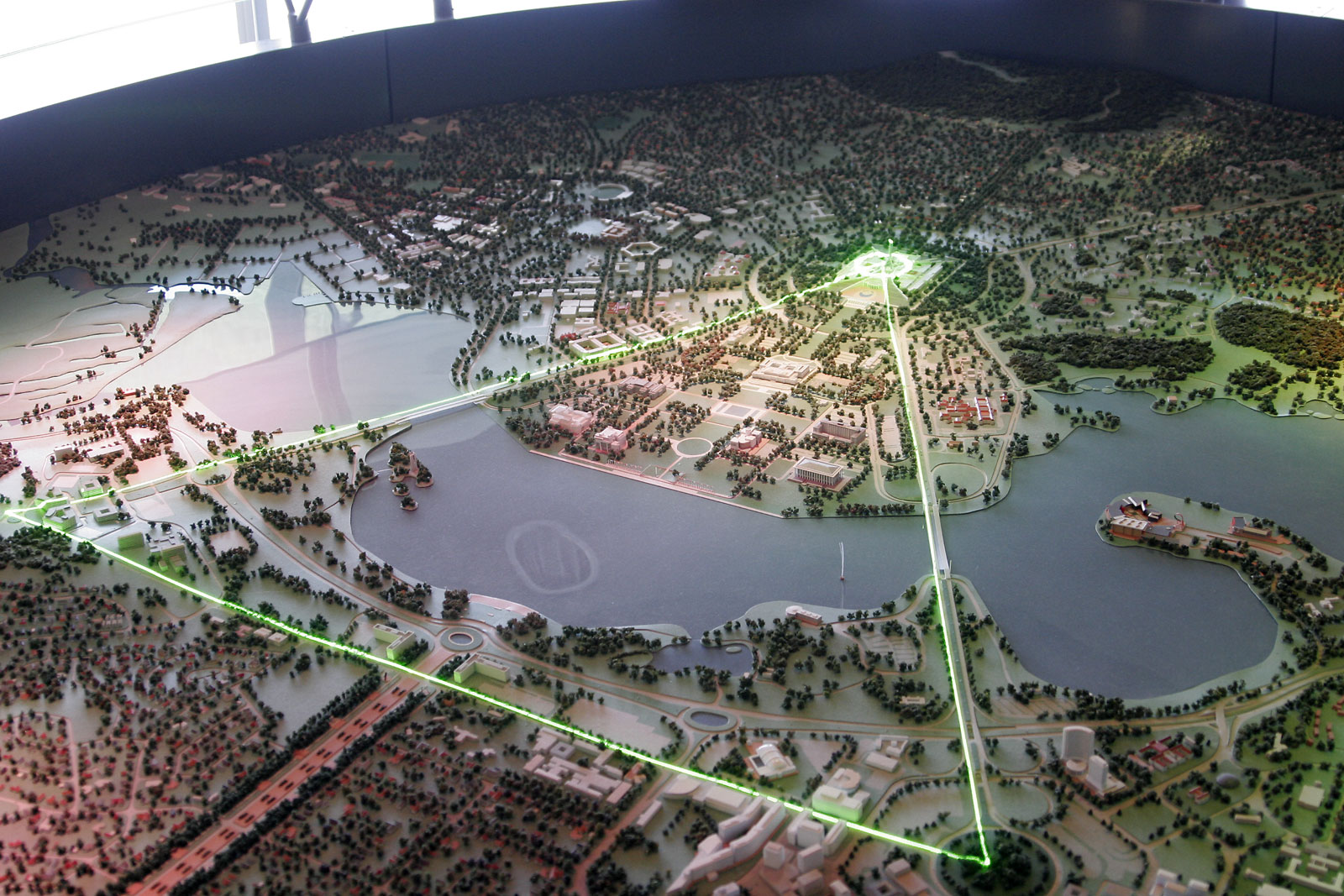
坎培拉中心部分模型：圖中上方大約為朝南方向。圖中中軸線以紅光標示，三角框架以綠光標示。

作為世界較早的規劃城市，格里芬為坎培拉設計了氣魄宏大、莊重而又反映澳大利亞自然特徵的規劃藍圖。此設計基本使用“圓圈加射線”的基本構造，並根據園林城市主義理念，將重要建築物之間以大片的半規劃的綠化區和水景分開。雖然由於大蕭條、兩次世界大戰等外部因素影響格里芬的計劃屢遭拖延，且由於理念之爭、官僚干預和造價問題原規劃有所改變，但100年後的坎培拉基本遵照格里芬的規劃發展，成為一座獨特的規劃首都。
現在的坎培拉中心部分的設計框架由三部分組成：
- 中軸線：承東北—西南走勢的中軸線筆直劃過坎培拉中心部分，其餘規劃基本在中軸線兩邊保持對稱。中軸線兩端連接兩座天然高地：東北角的恩斯禮山（Mount Ainslie）和西南角的國會山（Capital Hill）。安斯利山下、背靠山巒的是澳洲戰爭紀念館，紀念館前沿著中軸線延伸的是澳紐軍團大道，兩邊是紀念各次戰爭和各個部隊犧牲將士的紀念碑。儀仗路在格里芬湖北岸結束。中軸線上位於湖南岸的則是萬國旗成列，左右分別是國家圖書館、科技館、國家肖像館、高等法院、國家藝術館等重要國家機構。延中軸線再往西南通過儀仗水池和草坪則是舊國會大廈，其後通過有一片草坪和水池就是國會山，山頂是澳大利亞聯邦的立法和行政中心新國會大廈。
- 人工湖：由人工攔截形成的伯利·格里芬湖大約呈現以國會山為中心的弧狀，與中軸線垂直。格里芬的設計中此湖由東、中、西三部組成，其中中部又由兩座公路橋分割成弧狀的中央和圓形的東、西三個湖區。實際由於成本原因此湖要到坎培拉開始建設後60年左右才開始蓄水，三大部中東部由於成本原因被取消，剩下部分也使用較天然的形狀而不是格里芬所設計的精確幾何形狀。湖南岸基本是政府區，除了國會山和上述的國立機構外，多數政府部委的總部也都在湖南岸。其他重要機構也大多在湖岸邊，例如澳洲國立大學、國家博物館、百周年紀念鐘樓等。
- “政、軍、民三角”：國會山、市中心（Civic）和羅素區構成了一個等邊三角形，三點之間由三條筆直的公路連接，其中兩條包括跨過伯利·格里芬湖的大橋，另一條則延湖北岸行走。此三角在中軸線兩邊對稱分佈，其三點的規劃用途有像徵意義：西南的國會山是政府核心，四周是政府機構和國家文化設施，再遠一點則有總理府、總督府、各國使館等。北面的市中心是商務、商業和娛樂設施的聚集區，坎培拉市中心的主要購物中心——坎培拉中心就在附近。東北的羅素區是國防部和三軍總部所在地，國家情報機構以及國立國防學院也在附近。因此三角的三點分別為政、軍、民中心。

雖然此主要框架歷經波折最後基本按照格里芬的設計完成，但格里芬設計的細節部分很多都被改變。例如，格里芬構想中市中心道路應該像歐洲城市的街道，寬闊的林蔭大道中間鋪設電車，兩邊的多層建築上層是住宅，沿街則是店鋪和食肆，寬敞的人行道可供咖啡館和餐館擺放室外桌椅。實際上，市中心只有一兩個街區照此發展，後來主持市政規劃的政府部門反對高密度住宅理念，情願在遠郊發展低密度的新市鎮。都市軌道交通長期未引入，直至2019年才開通1線坎培拉輕軌。最主要的國家機構建築也沒有按照格里芬的構想建造。格里芬構想的國會大樓在國會山和湖岸中間的小山上，後來國會認為此位置配不上國會的至高無上的地位而將新國會大廈建在國會山山頂位置。格里芬構想中這裡應該是一座用於舉行公眾儀式、儲存檔案和紀念澳洲人成就的公共建築。格里芬構想中的壯觀總理府至今未建，總理仍屈居於由農莊改建的臨時總理府，並不時由於維修結構問題而需搬出：例如2013年當選總理的東尼·艾伯特整個任期都沒有入主總理府（其中第一年居住在聯邦警察學院的普通宿舍裡），以待總理府進行緊急結構維修和驅趕入住屋頂角落的野生動物。

## 地理

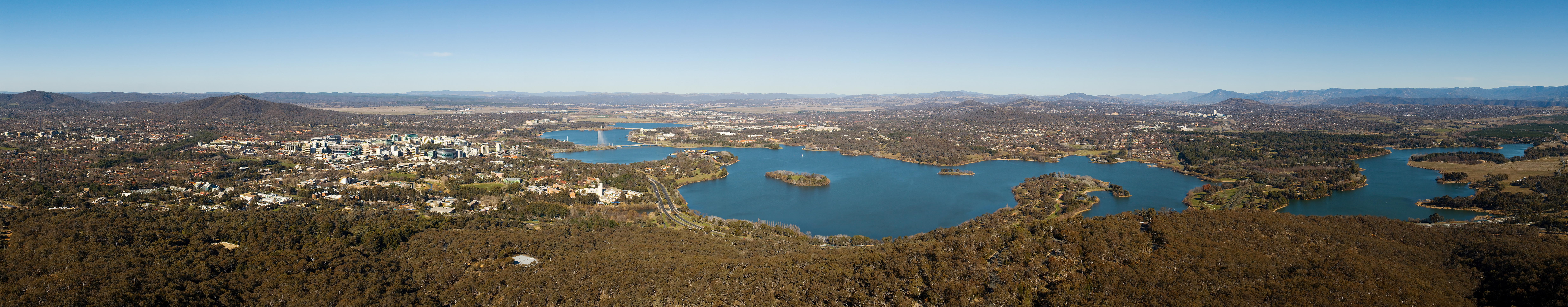
坎培拉和伯利·格里芬湖全景，遠景為新南威爾士。

坎培拉面積2359平方公里，靠近布德貝拉山脈（Brindabella Ranges），離澳洲大陸東岸約150公里。坎培拉平均海拔約580米，最高點為888米的麥駒華山（Mount Majura）。其他主要山丘包括855米高的泰萊山（Mount Taylor）、843安斯利山（Mount Ainslie）、812米高的莫加莫加山（Mount Mugga Mugga）、和812米高的黑山（Black Mountain）。
坎培拉地區的原生植被幾乎完全是桉樹樹種，歷史上作為燃料和家庭用途使用。到20世紀60年代初，砍伐幾乎耗盡了原生桉樹，為了解決隨之而來的水質問題政府決定封山，停止伐木。林業實驗從1915年開始，在斯崇羅山（Mount Stromlo）麓上試點種植松樹和其他樹種。此後，林木種植廣泛開展，新培育的樹林不但改善了闊特河流域（Cotter catchment）的水質，而且成為了大眾喜歡的消遣地點。 

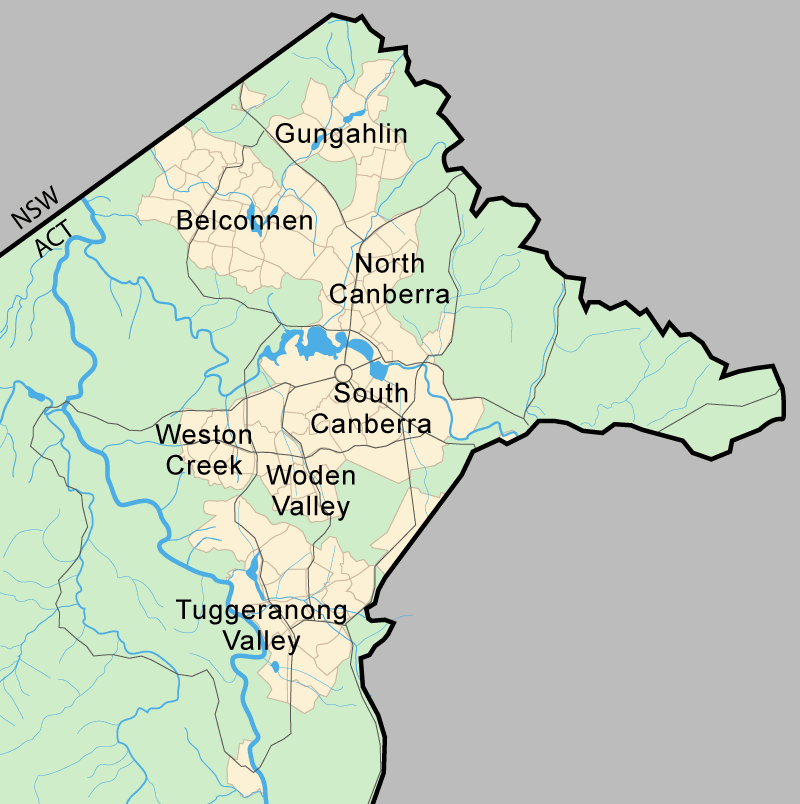
澳大利亞首都領地中坎培拉的位置。坎培拉的主要區（District）用黃色標示：
坎培拉中心（北坎培拉、南坎培拉）、沃登谷（Woden Valley）、貝爾康納（Belconnen）、韋斯頓溪（Weston Creek）、特格拉農（Tuggeranong）及岡加林（Gungahlin）。

## 氣候
坎培拉有的氣候是乾燥與溫暖，夏季炎熱，冬季寒冷涼爽。坎培拉的夏天非常乾燥，冬天就寒冷，並有頻繁大霧和霜凍，但很少下雪，這樣的氣候令堪培拉的生物呈多樣性。
| 坎培拉機場（1981-2010 平均、極端 1939-現今）                                     | 坎培拉機場（1981-2010 平均、極端 1939-現今） | 坎培拉機場（1981-2010 平均、極端 1939-現今） | 坎培拉機場（1981-2010 平均、極端 1939-現今） | 坎培拉機場（1981-2010 平均、極端 1939-現今） | 坎培拉機場（1981-2010 平均、極端 1939-現今） | 坎培拉機場（1981-2010 平均、極端 1939-現今） | 坎培拉機場（1981-2010 平均、極端 1939-現今） | 坎培拉機場（1981-2010 平均、極端 1939-現今） | 坎培拉機場（1981-2010 平均、極端 1939-現今） | 坎培拉機場（1981-2010 平均、極端 1939-現今） | 坎培拉機場（1981-2010 平均、極端 1939-現今） | 坎培拉機場（1981-2010 平均、極端 1939-現今） | 坎培拉機場（1981-2010 平均、極端 1939-現今） |
| 月份                                                                             | 1月                                          | 2月                                          | 3月                                          | 4月                                          | 5月                                          | 6月                                          | 7月                                          | 8月                                          | 9月                                          | 10月                                         | 11月                                         | 12月                                         | 全年                                         |
| -------------------------------------------------------------------------------- | -------------------------------------------- | -------------------------------------------- | -------------------------------------------- | -------------------------------------------- | -------------------------------------------- | -------------------------------------------- | -------------------------------------------- | -------------------------------------------- | -------------------------------------------- | -------------------------------------------- | -------------------------------------------- | -------------------------------------------- | -------------------------------------------- |
| 历史最高温 °C（°F）                                                              | 41.4 (106.5)                                 | 42.2 (108.0)                                 | 37.5 (99.5)                                  | 32.6 (90.7)                                  | 24.5 (76.1)                                  | 20.1 (68.2)                                  | 19.7 (67.5)                                  | 24.0 (75.2)                                  | 28.6 (83.5)                                  | 32.7 (90.9)                                  | 38.9 (102.0)                                 | 39.2 (102.6)                                 | 42.2 (108.0)                                 |
| 平均高温 °C（°F）                                                                | 28.7 (83.7)                                  | 27.7 (81.9)                                  | 24.8 (76.6)                                  | 20.5 (68.9)                                  | 16.3 (61.3)                                  | 12.5 (54.5)                                  | 11.8 (53.2)                                  | 13.5 (56.3)                                  | 16.6 (61.9)                                  | 19.9 (67.8)                                  | 23.3 (73.9)                                  | 26.3 (79.3)                                  | 20.2 (68.4)                                  |
| 日均气温 °C（°F）                                                                | 21.2 (70.2)                                  | 20.7 (69.3)                                  | 17.9 (64.2)                                  | 13.8 (56.8)                                  | 10.0 (50.0)                                  | 6.9 (44.4)                                   | 6.0 (42.8)                                   | 7.4 (45.3)                                   | 10.2 (50.4)                                  | 13.2 (55.8)                                  | 16.4 (61.5)                                  | 19.1 (66.4)                                  | 13.6 (56.5)                                  |
| 平均低温 °C（°F）                                                                | 13.7 (56.7)                                  | 13.6 (56.5)                                  | 10.9 (51.6)                                  | 7.1 (44.8)                                   | 3.7 (38.7)                                   | 1.3 (34.3)                                   | 0.2 (32.4)                                   | 1.3 (34.3)                                   | 3.8 (38.8)                                   | 6.4 (43.5)                                   | 9.5 (49.1)                                   | 11.9 (53.4)                                  | 7.0 (44.6)                                   |
| 历史最低温 °C（°F）                                                              | 1.8 (35.2)                                   | 3.0 (37.4)                                   | −1.1 (30.0)                                  | −3.7 (25.3)                                  | −7.5 (18.5)                                  | −8.5 (16.7)                                  | −10.0 (14.0)                                 | −8.5 (16.7)                                  | −6.4 (20.5)                                  | −3.3 (26.1)                                  | −1.8 (28.8)                                  | 1.1 (34.0)                                   | −10.0 (14.0)                                 |
| 平均降水量 mm（）                                                                | 58.5 (2.30)                                  | 56.4 (2.22)                                  | 50.7 (2.00)                                  | 46.0 (1.81)                                  | 44.4 (1.75)                                  | 40.4 (1.59)                                  | 41.4 (1.63)                                  | 46.2 (1.82)                                  | 52.0 (2.05)                                  | 62.4 (2.46)                                  | 64.4 (2.54)                                  | 53.2 (2.09)                                  | 615.2 (24.22)                                |
| 平均降水天数                                                                     | 7.3                                          | 6.7                                          | 6.9                                          | 7.3                                          | 8.4                                          | 9.8                                          | 10.5                                         | 11.1                                         | 10.2                                         | 10.4                                         | 9.8                                          | 7.7                                          | 106.1                                        |
| 月均日照時數                                                                     | 294.5                                        | 254.3                                        | 251.1                                        | 219.0                                        | 186.0                                        | 156.0                                        | 179.8                                        | 217.0                                        | 231.0                                        | 266.6                                        | 267.0                                        | 291.4                                        | 2,813.7                                      |
| 来源1：Climate averages for Canberra Airport Comparison (1939–2010)              |                                              |                                              |                                              |                                              |                                              |                                              |                                              |                                              |                                              |                                              |                                              |                                              |                                              |
| 来源2：Special climate statements and climate summaries for more recent extremes |                                              |                                              |                                              |                                              |                                              |                                              |                                              |                                              |                                              |                                              |                                              |                                              |                                              |

## 政治
作為澳大利亞政治中心，坎培拉城內建有澳洲國會大廈、澳洲高等法院和眾多其他政府部門與外交機關。它也是許多全國性社會和文化機構的所在地，例如澳洲戰爭紀念館、澳洲國立大學、澳洲體育學會、澳洲國立美術館、澳洲國立博物館及澳洲國家圖書館。澳大利亞軍隊總部，也設在堪培拉。

## 經濟
坎培拉居民人口以公務人員居冠，失業率、平均收入皆優於國家平均值，物價也相對偏高，其部分原因是由於相對受限的發展規定。聯邦政府是坎培拉最大的單一雇主，同時在領地生產總值佔了最高貢獻比例。坎培拉的高等教育水平較高，境內人口結構也較年輕。

### 交通
- 坎培拉輕軌
- 堪培拉火車站
- 坎培拉機場，另有多架客机名为“堪培拉城市号”

## 教育
坎培拉擁有全澳第一的澳洲国立大学（ANU）和坎培拉大学（UC）以及澳洲天主教大學（ACU）是该市三个主要的学府。主要軍事教育機構鄧特倫皇家軍事學院和澳洲國防學院也設在堪培拉。

## 大麻
坎培拉所屬的澳大利亞首都領地，与南澳州两州是澳大利亞國內僅有的两个將大麻去刑事犯罪的联邦组成部分。種植两株非水培大麻，或擁有低於25公克的大麻会被罚款100澳元（不会被刑事起诉），或者选择不缴纳罚款并参政府提供的戒毒项目。

## 重要地標
- 澳洲國會大廈
- 黑山電訊塔
- 澳洲戰爭紀念館
- 伯利·格里芬湖
- 國家鐘樓
- 澳洲國立大學（ANU）

## 姐妹城市
坎培拉和以下城市之间有姊妹城市（sister cities）或友好城市（town twinning）的协议：
- 中华人民共和国北京市
- 日本奈良市

## 風景

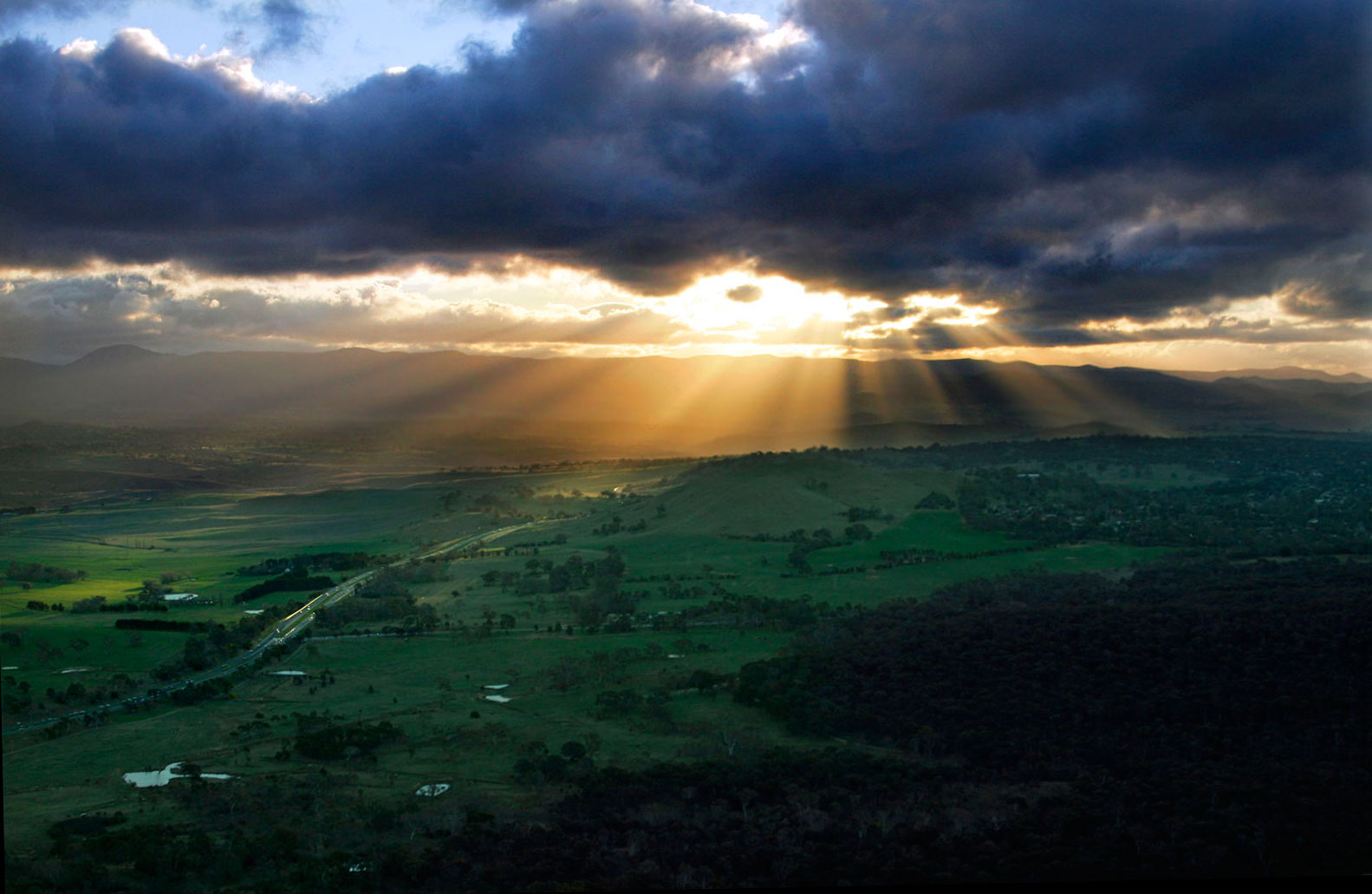
从坎培拉的澳洲电讯塔上看夕阳余光
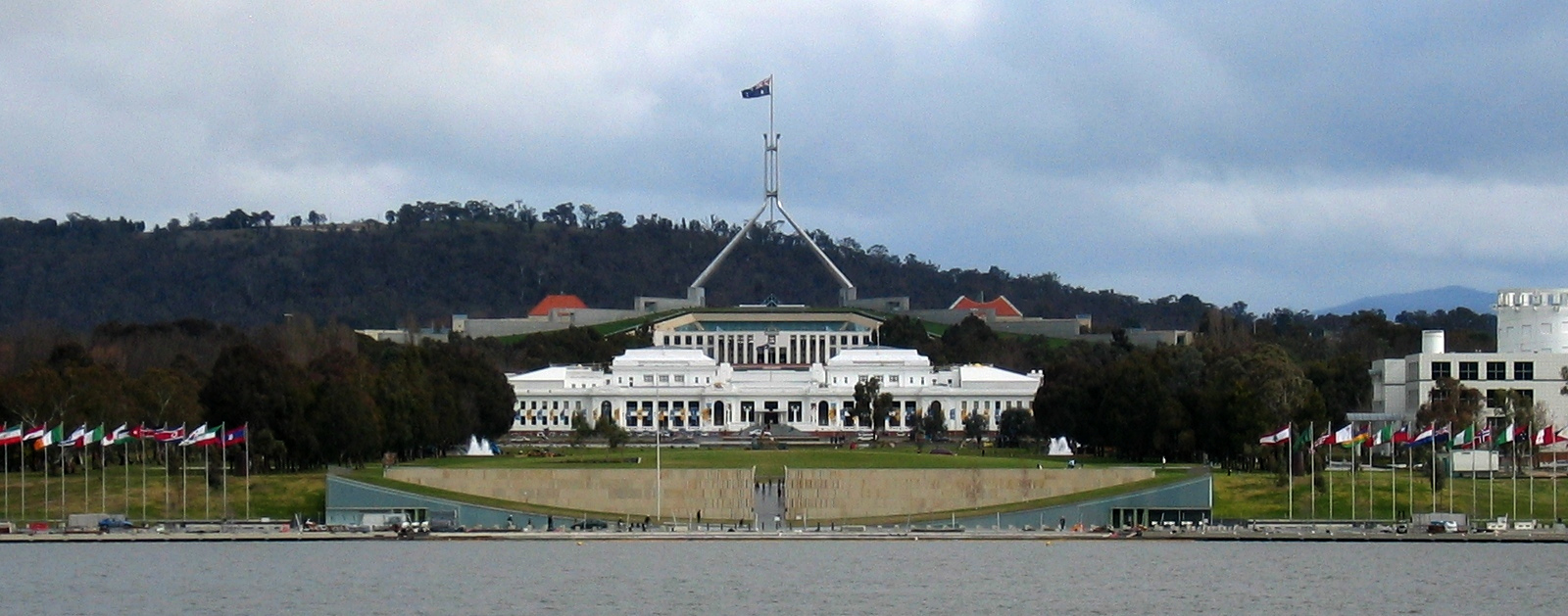
新国会大楼